# Бенковски (Сапарево)
Футболен клуб „Бенковски“ (Сапарево) е български футболен клуб от село Сапарево, община Дупница, област Кюстендил.  Отборът е създаден преди 1953 година и в момента се състезава в местната „А“ областна група – Рила.

## История
ФК „Бенковски“ е основан преди 1953 г., като в първите си години участва в регионалните първенства на Кюстендилска област.  През сезон 2011/12 отборът завършва на първо място в група „Рила“, но губи областния финал от ФК „Кюстендил“.  Отборът е споменат и в статия на Дарик от 2011 г., в която се отбелязва като лидер в групата.
През сезон 2018/19 клубът участва за последно преди временно прекъсване на дейността.  През 2025 г. група местни момчета се обединяват с цел да възродят отбора и през сезон 2025/26 ФК „Бенковски“ отново е сформиран и се завръща в „А“ ОФГ – Рила.

## Стадион
Домашните мачове на отбора се играят на стадион „Крамидол“ в Сапарево.

## Състав

### Вратари
- 1 – Николай Сираков
- 99 – Денислав Айдаров
- 98 - Константин Тръмбев

### Защитници
- 3 – Веселин Александров
- 4 – Иван Добрев
- 5 – Даниел Василев
- 6 – Николай Ненков
- 17 – Владимир Митов
- 27 – Николай Николов
- 77 – Дани Величков
- 12 – Даниел Кюрчийски
- 11 – Кристиан Славов
- 37 – Христо Стоев
- 13 – Данислав Базиргянов
- 15 – Миросрав Здравко
- 20 – Станислав Славков

### Халфове
- 2 – Марио Грахльов
- 7 – Огнян Йорданов
- 8 – Петър Маринов
- 96 – Марио Добрев
- 26 – Стилян Станев
- 19 – Кирил Ангелов
- 73 – Адриян Андрейн

### Нападатели
- 9 – Любослав Никлин
- 30 – Вахдет Юсейн
- 47 – Георги Стоев
- 10 – Стойчо Павлов
- 14 – Велислав Грахльов

## Постижения
- Първенец в „А“ ОФГ – Рила: 2011/12[3]

```
 – Отборът завършва на първо място в групата, но губи областния финал от ФК „Кюстендил“.
```